# Абдуррахман ибн Абдул-Азиз Аль Сауд
Абдуррахма́н ибн Абду́л-Азиз А́ль Сау́д (араб. عبد الرحمن بن عبد العزيز آل سعود‎; 1931 — 13 июля 2017) — саудовский государственный деятель, 16-й сын короля Абдул-Азиза Аль Сауда.

## Биография
Родился в 1931 году в семье короля Саудовской Аравии Абдул-Азиза ибн Абдуррахмана и его жены Хассы ас-Судайри, входил в Семёрку Судайри.
У него было 6 родных братьев и 4 сестры. Его братьями были: король Фахд (1921—2005), принц Султан (1930—2011), принц Наиф (1933—2012), принц Турки (1934—2016), король Салман (род. 1935) и принц Ахмед (род. 1942), а сёстрами: принцесса Лулувах (ум. 2008), принцесса Латифа (ум. 2024), принцесса Аль-Джавхара (ум. 2023) и принцесса Джавахир (ум. 2015).
Получил образование в Калифорнийском университете в Беркли и Калифорнийской военной академии.
С 1978 года по 5 ноября 2011 года был заместителем министра обороны и авиации Саудовской Аравии.
5 ноября 2011 года был уволен с должности королём Абдаллой после того, как Абдуррахман отказался признавать принца Наифа кронпринцем Саудовской Аравии
Умер 13 июля 2017 года. Похоронен на кладбище Аль-Уд.

### Взгляды
Принц был единственным сыном короля Абдул-Азиза, который высказался против решения Совета в 2007 году. По этому решению линия престолонаследия определялась не по старшинству, а по решению короля.

## Семья
Был женат на нескольких женщинах. Имел 17 детей.
Один из сыновей Мухаммед — заместитель эмира Эр-Рияда.
Другой сын, принц Турки — член Совета Преданности.